# Акобо
Акобо је река која извире на Етиопској висији и тече као погранични ток између Етиопије и Јужног Судана. Дугачка је 434 km и улива се у реку Пибор, саставницу Собата у Јужном Судану. Има неколико притока од којих су најважније Кечи и Чијарини.